# Ozyptila westringi
Ozyptila westringi là một loài nhện trong họ Thomisidae.
Loài này thuộc chi Ozyptila. Ozyptila westringi được Tord Tamerlan Teodor Thorell miêu tả năm 1873.